# Ceratophyllus
Genre
Ceratophyllus est un genre de puces de la famille des Ceratophyllidae, dont il est le genre type.

## Liste des espèces
Selon GBIF (13 juin 2021) :
- Ceratophyllus adustus Jordan, 1932
- Ceratophyllus affinis Nordberg, 1935
- Ceratophyllus altus Tipton & Mendez, 1966
- Ceratophyllus anisus
- Ceratophyllus arcuegens Holland, 1952
- Ceratophyllus avicitelli Ioff, 1946
- Ceratophyllus borealis Rothschild, 1907
- Ceratophyllus breviprojectus Liu, Wu & Wu, 1966
- Ceratophyllus calderwoodi Holland, 1979
- Ceratophyllus caliotes Jordan, 1937
- Ceratophyllus carniolicus Brelih & Trilar, 2001
- Ceratophyllus celsus Jordan, 1926
- Ceratophyllus chasteli Beaucournu, Monnat & Launay, 1982
- Ceratophyllus chutsaensis Liu Lienchu & Wu Houyong, 1962
- Ceratophyllus ciliatus Baker, 1904
- Ceratophyllus coahuilensis Eads, 1956
- Ceratophyllus columbae (Gervais, 1844)
- Ceratophyllus delichoni Nordberg, 1935
- Ceratophyllus diffinis Jordan, 1925
- Ceratophyllus enefdeae Ioff, 1950
- Ceratophyllus enefdei Ioff, 1950
- Ceratophyllus farreni Rothschild, 1905
- Ceratophyllus fionnus Usher, 1968
- Ceratophyllus frigoris Darskaya, 1950
- Ceratophyllus fringillae (Walker, 1856)
- Ceratophyllus gallinae (Schrank, 1803)
- Ceratophyllus garei Rothschild, 1902
- Ceratophyllus gilvus Jordan & Rothschild, 1922
- Ceratophyllus hagoromo Jameson & Sakaguti, 1959
- Ceratophyllus hirundinis (Curtis, 1826)
- Ceratophyllus idius Jordan & Rothschild, 1922
- Ceratophyllus igii Darskaya & Shiranovich, 1971
- Ceratophyllus indages N.C.Rothschild, 1908
- Ceratophyllus lari Holland, 1951
- Ceratophyllus liae Wu Wenzhen & Li Chao, 1990
- Ceratophyllus lunatus Jordan & Rothschild, 1920
- Ceratophyllus maculatus Wagner, 1927
- Ceratophyllus nanshanensis Tsai Liyuen, Pan Fenchun & Liu Chuan, 1980
- Ceratophyllus niger C.Fox, 1908
- Ceratophyllus olsufjevi Scalon & Violovich, 1961
- Ceratophyllus orites Jordan, 1937
- Ceratophyllus pelecani Augustson, 1942
- Ceratophyllus petrochelidoni Wagner, 1936
- Ceratophyllus phrillinae Smit, 1976
- Ceratophyllus picatilis Cai Liyun & Wu Wenzhen, 1988
- Ceratophyllus pullatus Jordan & Rothschild, 1920
- Ceratophyllus qinghaiensis Zhang Guangdeng & Ma Liming, 1985
- Ceratophyllus rauschi Holland, 1960
- Ceratophyllus rossittensis Dampf, 1913
- Ceratophyllus rusticus Wagner, 1903
- Ceratophyllus sclerapicalis Tsai Liyuen, Wu Wenching & Liu Chiying, 1974
- Ceratophyllus scopulorum Holland, 1952
- Ceratophyllus sinicus Jordan, 1932
- Ceratophyllus spinosus Wagner, 1903
- Ceratophyllus styx Rothschild, 1900
- Ceratophyllus titicacensis Smit, 1978
- Ceratophyllus tribulis Jordan, 1926
- Ceratophyllus vagabundus (Boheman, 1866)
- Ceratophyllus vison
- Ceratophyllus wui Wang & Liu, 1996
- Ceratophyllus zhovtyi Emel'yanova & Goncharov, 1966

## Systématique
Ce genre est décrit  en 1832 par l'entomologiste britannique John Curtis, qui le baptise Ceratophyllus.
Le genre Ceratopsyllus Curtis, 1838 est synonyme de Ceratophyllus selon GBIF (13 juin 2021).